# Campeonato de España de Ciclismo en Ruta 2009
El CVIII Campeonato de España de Ciclismo en Ruta se celebró el 28 de junio de 2009 entre Comillas y El Soplao (Cantabria) sobre 196 km. Finalizaron la prueba 97 ciclistas, llegando otros 9 fuera de control.
El ganador de la prueba fue Rubén Plaza, que consiguió el Campeonato de España de Ciclismo en Ruta por segunda vez, por delante de Constantino Zaballa y de Mikel Astarloza. El gran favorito a la victoria y anterior campeón, Alejandro Valverde, sólo pudo ser tercero tras quedarse rezagado en el último kilómetro.

## Clasificación final
| \| 1. \| \| Rubén Plaza \| Liberty Seguros \| 4h 49' 55" \| \| 2. \| \| Constantino Zaballa \| LA-Rota dos Móveis \| + 3" \| \| 3. \| \| Alejandro Valverde \| Caisse d'Epargne \| + 16" \| \| 4. \| \| Igor Antón \| Euskaltel-Euskadi \| + 19" \| \| 5. \| \| Beñat Intxausti \| Fuji-Servetto \| + 23" \| \| 6. \| \| Xavier Tondo \| Andalucía-Cajasur \| + 26" \| \| 7. \| \| Óscar Sevilla \| Rock Racing \| m.t. \| \| 8. \| \| Santi Pérez \| Madeinox-Boavista \| m.t. \| \| 9. \| \| Juan José Cobo \| Fuji-Servetto \| m.t. \| \| 10. \| \| Francisco Mancebo \| Rock Racing \| + 29" \| |  |                     |                    |            |
| 1. |  | Rubén Plaza         | Liberty Seguros    | 4h 49' 55" |
| 2. |  | Constantino Zaballa | LA-Rota dos Móveis | + 3"       |
| 3. |  | Alejandro Valverde  | Caisse d'Epargne   | + 16"      |
| 4. |  | Igor Antón          | Euskaltel-Euskadi  | + 19"      |
| 5. |  | Beñat Intxausti     | Fuji-Servetto      | + 23"      |
| 6. |  | Xavier Tondo        | Andalucía-Cajasur  | + 26"      |
| 7. |  | Óscar Sevilla       | Rock Racing        | m.t.       |
| 8. |  | Santi Pérez         | Madeinox-Boavista  | m.t.       |
| 9. |  | Juan José Cobo      | Fuji-Servetto      | m.t.       |
| 10. |  | Francisco Mancebo   | Rock Racing        | + 29"      |